# عيسى كالون
عيسى كالون (بالهولندية: Issa Kallon)‏ (3 يناير 1996 بزايست في هولندا - ) هو لاعب كرة قدم هولندي في مركز الهجوم. شارك مع منتخب هولندا تحت 17 سنة لكرة القدم ومنتخب هولندا تحت 19 سنة لكرة القدم. أما مع النوادي، فقد لعب مع نادي أوترخت.

## روابط خارجية
- عيسى كالون على موقع قاعدة بيانات كرة القدم.إي يو (الإنجليزية)
- عيسى كالون على موقع ناشيونال فوتبول تيمز (الإنجليزية)
- عيسى كالون على موقع Soccerway.com (الإنجليزية)
- عيسى كالون على موقع عالم كرة القدم.نت (الإنجليزية)